# 계촌중학교
계촌중학교(桂村中學校)는 대한민국 강원특별자치도 평창군 방림면 계촌리에 있는 공립 중학교이다.

## 학교 연혁
- 1968년 12월 3일 : 계촌중학교 설립 인가
- 1969년 3월 12일 : 계촌중학교 개교(3학급)
- 1978년 3월 25일 : 3학급 증설 인가(6학급)
- 1992년 3월 1일 : 3학급 감축(3학급)
- 2023년 3월 1일 : 제28대 황재연 교장 부임
- 2025년 1월 3일 : 제54회 졸업식(5명 졸업, 졸업생 총수 1,961명)
- 2025년 3월 4일 : 신입생 7명 입학

## 참고 자료
- 계촌중학교 - 한국교육학술정보원 학교알리미